# Léonard Bordes
Pour les articles homonymes, voir Bordes.
Antoine Léonard Jean Vincent Carlos Bordes né le 14 mai 1898 à Paris 6e et mort le 4 février 1969 à Rouen est un peintre et lithographe français de l'École de Rouen.

## Biographie

### Jeunesse
« Né dans une famille d'artistes, il aurait pu devenir : virtuose, comédien… » évoque Gisèle Rinaldi-Dovio, fille de l'artiste dont les parents musiciens lui choisissent le compositeur Vincent d'Indy pour parrain. La santé de la mère de Léonard Bordes, gravement paralysée à la suite d'une attaque de myélite en 1890, contrant la famille à quitter Paris en 1899, soi l'année qui suit la naissance de l'artiste, pour s'installer définitivement à Rouen (successivement le 19, quai de la Bourse en 1899, la rue de La Rochefoucauld en 1900, le 32, rue des Carmes en 1906, enfin le 49, rue de la Vicomté définitivement en 1907), en partage à partir de 1913 avec une résidence secondaire située chemin du Vauchel à Montigny (Seine-Maritime).

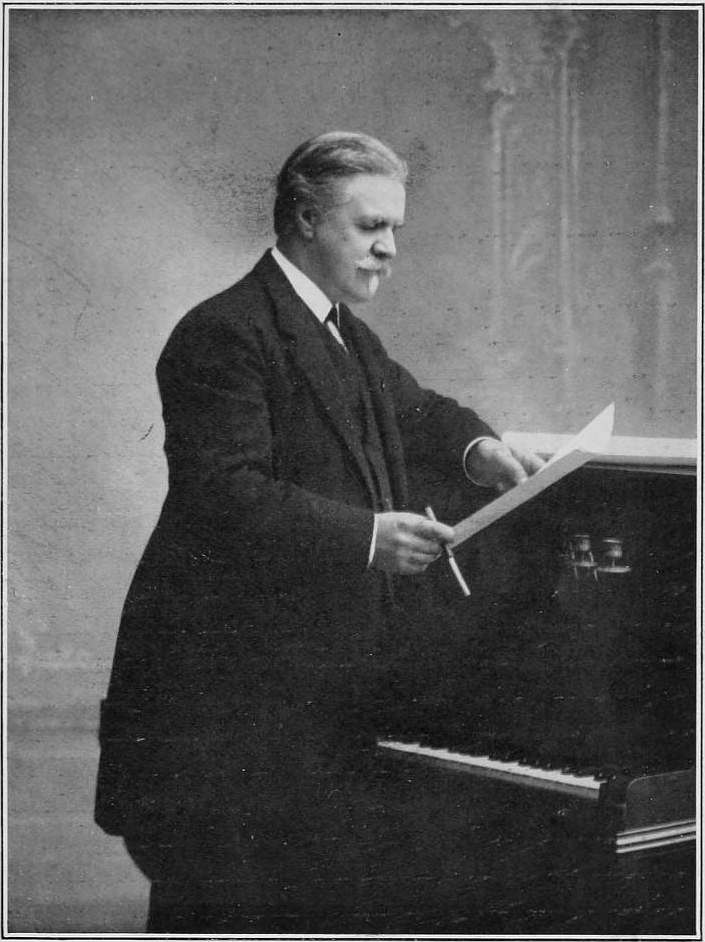
Vincent d'Indy.

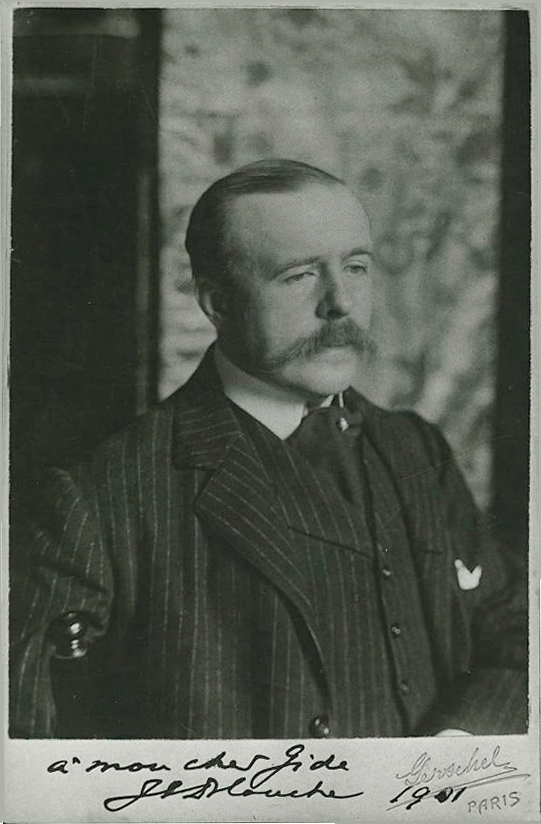
Jacques-Émile Blanche

Encouragé à s'orienter vers la peinture par Jacques-Émile Blanche, ami de la famille, Léonard Bordes, qui est admirateur de Théodore Géricault, est élève de Philippe Zacharie à l'École des beaux-arts de Rouen, alors située dans la halle aux Toiles, ayant pour condisciples Alfred Dunet, André Duteurtre, Jean Thieulin, Pierre Le Trividic qui demeureront ses amis et Aline Le Mouton dont la sœur, Jeanne, deviendra son épouse.
Léonard Bordes est mobilisé de 1917 à 1919 dans le 5e régiment du génie, se voyant affecté à l'entretien des voies ferrées dans les Vosges (notamment à Saint-Dié-des-Vosges) d'où il rapportera des paysages de montagnes traités au pastel, à l'aquarelle ou à l'huile. Il reçoit en 1919 la médaille interalliée et en 1920 la médaille commémorative. Au terme de son service militaire, il s'installe rue des Bonnetiers et est violoncelliste au café de la Bourse ainsi que dans un petit orchestre qui accompagne la projection de films muets au cinéma L'Olympia, rue Saint-Sever. Des tournées musicales dans les casinos de France se substitueront à cette dernière activité avec la naissance du cinéma parlant.

### L'artiste rouennais
La décennie 1930 le voit fréquenter le port de Fécamp où, afin d'y peindre sur le motif, il loue un modeste studio pour sa famille. Sa peinture y attire l'attention d'Othon Friesz et de Maurice de Vlaminck qui lui demanderont à visiter son atelier rouennais. « Peut-être ont-ils compris immédiatement, perçoit Antoine Bertran, ce qui se cache dans la peinture de Léonard Bordes, cette sensibilité exacerbée, la douce mélancolie de ses paysages partagés entre tristesse et gaieté ».
Il est membre fondateur et vice-président de la Société des artistes indépendants normands en 1938.

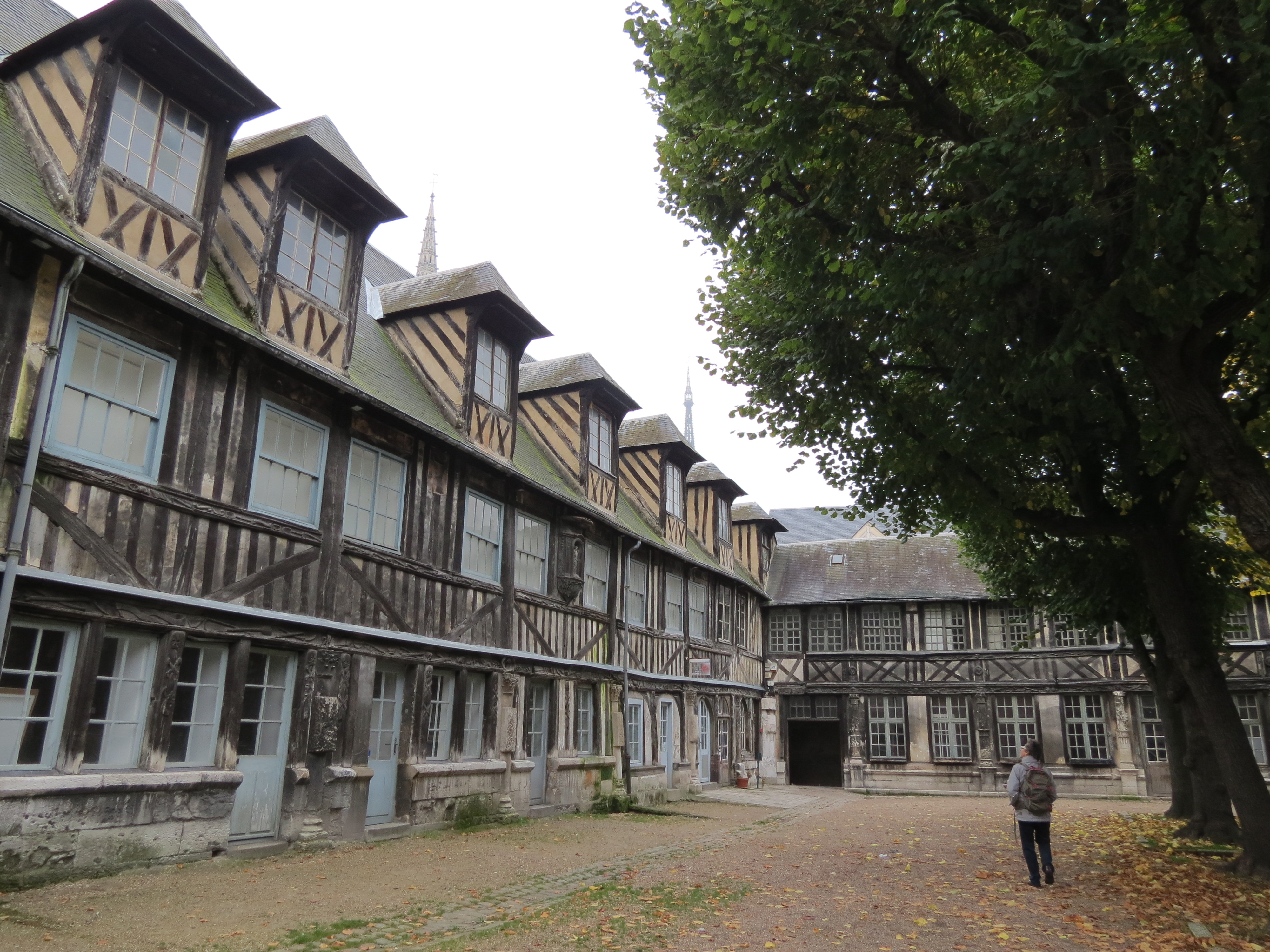
Aître Saint-Maclou, Rouen.

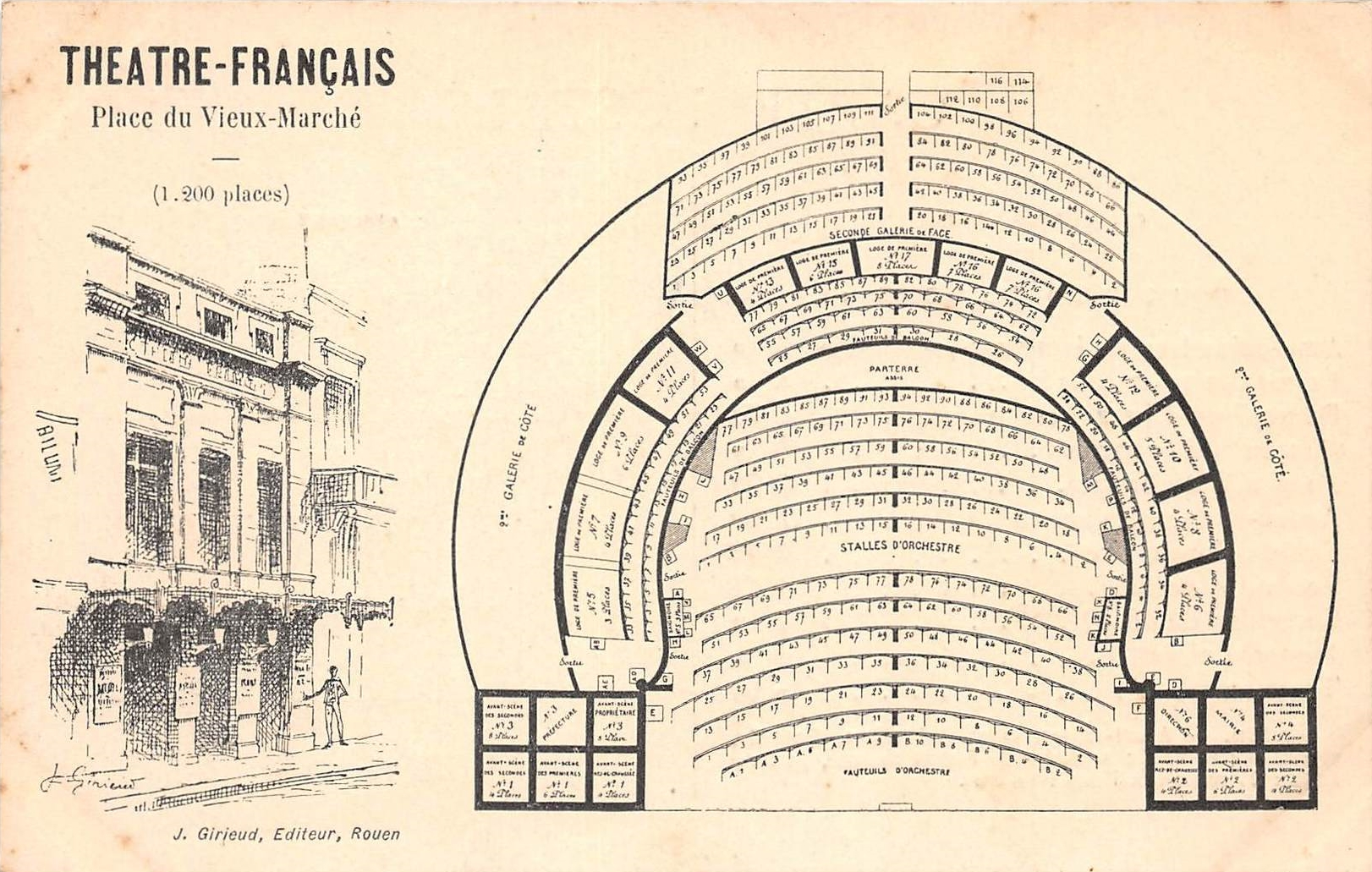
Théâtre-Français, Rouen.

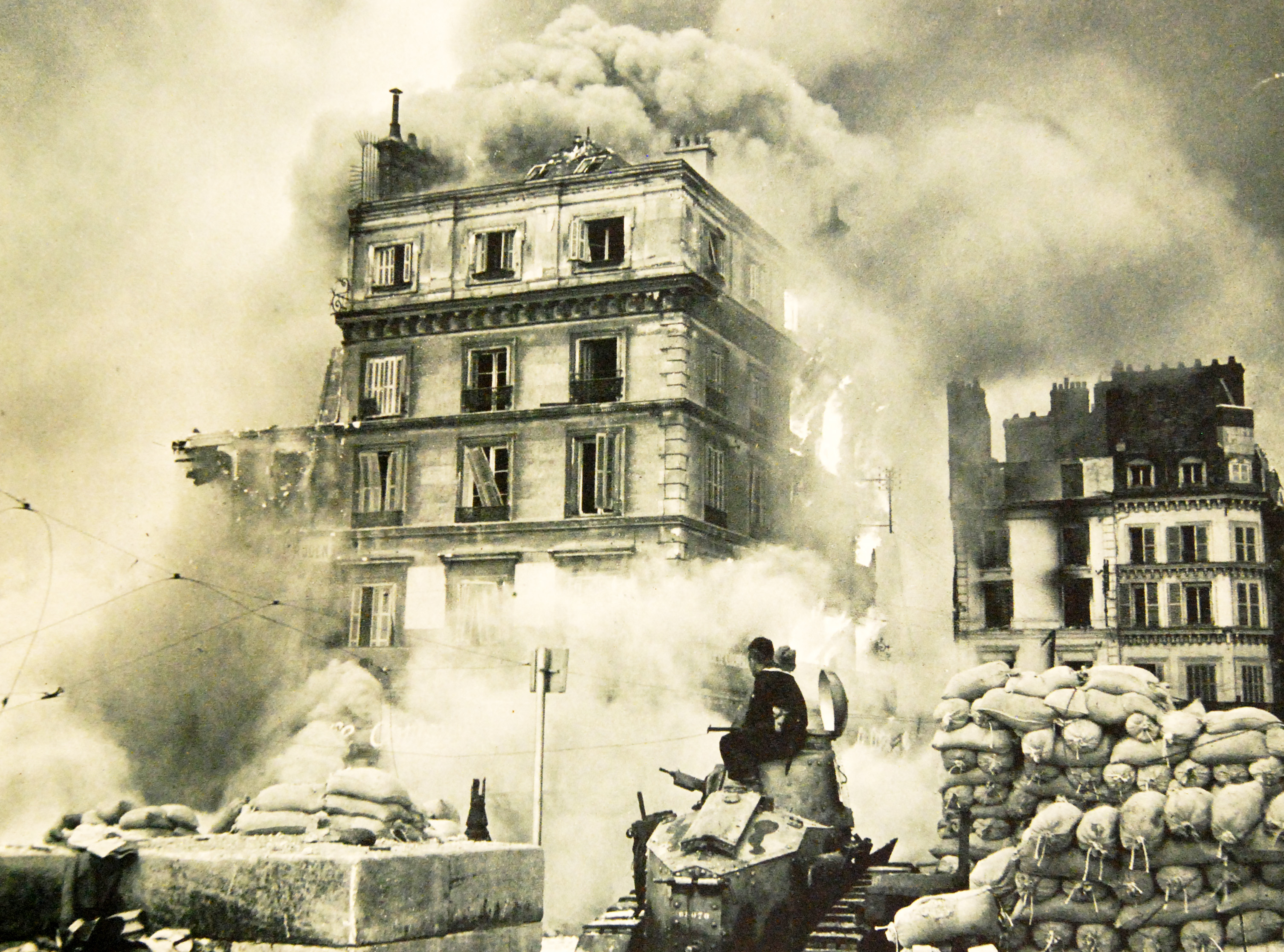
Rouen en juin 1940.

Il demeure 1, rue du Général-Sarrail à Rouen à partir de 1932, année où il écrit un drame en quatre actes intitulé Les loups ont faim dont il n'existe qu'un manuscrit illustré. Il est en 1936 professeur de dessin bénévole dans la Maison de la culture qui ouvre ses portes dans l'aître Saint-Maclou. C'est encore sa fille Gisèle Rinaldi-Dovio qui se souvient : « il brossait au moins une toile par jour et jouait du violoncelle le soir au Théâtre-Français, place du Vieux Marché, et dans l'orchestre symphonique de Rouen ».
En 1941, Léonard Bordes est le coauteur, avec Michel Frechon, Pierre Le Trividic, Maurice Louvrier et Adrien Segers, d'un album illustré intitulé Les Rouennais et l'exode. Les bombardements qui, en 1940 puis en 1944, mutilent la ville de Rouen le marquent, lui inspirant de « peindre ces ruines avec des toiles de plus en plus sombres et tristes » qui trouvent leur prolongement, dans les conditions de vie difficiles de l'après-guerre, avec ses paysages de neige et « ses sujets populaires qui deviennent de plus en plus expressionnistes », tels Les Chiffonniers acquis par le Musée des Beaux-Arts de Rouen. « De plus en plus meurtri, écorché, restitue Robert Évreux, à mesure que passent les ans, il est sensible à la misère. La pauvreté attire son regard autant que la rayonnante beauté ».
Il réalise en 1949 sa première lithographie, Rouen, le Mont-Gargan sous la neige.
Avec Gaston Sébire, qu'il rencontre pour la première fois en 1945 à Honfleur où tous deux sont venus peindre, Léonard Bordes part en décembre 1952 pour l'Espagne que les deux amis traversent jusqu'à la Costa Brava et où il confirme sa voie qui est celle de la rigueur et de l'austérité : « ce ne sont pas les côtes bleues azur et des jardins éclatants de couleurs que les deux hommes peignent, mais une Espagne authentique, des villages intérieurs, des paysans, des femmes en noir voûtées sous leurs fagots de bois, des visages crevassés par le temps et la pauvreté ». Léonard Bordes et Gaston Sébire qui se souviendra qu'« ils exécutent alors les mêmes paysages, curieusement au même rythmes » se rendent ensuite ensemble successivement à Arcachon, au Le Havre, sir les plages du Calvados et au Bois de Boulogne.

### Mort et postérité
Mort à l'hôpital Charles-Nicolle de Rouen le 4 février 1969, il est inhumé à Rouen au cimetière du Mont-Gargan. Il aura, estime François Lespinasse, peint entre 10 et 12.000 œuvres (les bombardements et les incendies de juin 1940 et de 1944 à Rouen ont engendré des pertes qu'il est impossible de quantifier) et « c'est avec lui que disparaît cette manière d'être ou de ne pas être dite de bohême » écrit Tony Fritz-Vilars: « Bordes a été le dernier des bohêmes rouennais ». « Léonard Bordes laisse aux Rouennais, évoque Antoine Bertran, le souvenir d'une longue silhouette grise qui arpente la ville à grands pas, un mégot coincé au coin des lèvres. Vêtu d'un pantalon de toile et d'une marinière bleue, il se tient légèrement voûté en avant, attitude due aux longues heures passées derrière son violoncelle. Autres éléments indissociables du peintre, un cache-nez et son béret. Les yeux clairs et profonds, le visage émacié, il est grand, mince et élégant.  Drôle et charmeur, les hommes et les femmes apprécient sa compagnie ». « L'œuvre de Bordes va avec le temps nous émouvoir toujours d'avantage » promet pour sa part son ami Gaston Sébire.

## Distinctions
- Médaille interalliée de la Victoire (1919)
- Médaille commémorative de la guerre 1914-1918 (1920)

## Collections publiques
- Bordeaux, musée national des Douanes : Sentier du douanier près d'Étretat, huile sur carton[9].
- Rouen :
  - musée des Beaux-Arts : Les Chiffonniers[4].
  - hôtel de ville : Paysage de neige.

## Expositions
- Novembre 1916 - janvier 1917 : Exposition des peintres belges et normands pour leurs mutilés, Musée des Beaux-Arts de Rouen[5].
- 1919, Premier Salon des artistes rouennais, Léonard Bordes invité d'honneur, Rouen[5].
- 1920 : Léonard Bordes - Vues de Versailles, Montigny (Seine-Maritime), Nancy et des Vosges, salle Delafontaine, rue Jeanne-d'Arc, Rouen[5].
- 1921 : Léonard Bordes, Henry Leroux, Maurice Louvrier, Galerie moderne, Rouen[5].
- 1922 : Léonard Bordes, Eugène Tirvert, Galerie moderne, Rouen[5].
- 1924, 1925, 1926 (Léonard Bordes, Alfred Runser) : Galerie moderne, Rouen.
- avril 1929 : Maurice Louvrier, Pierre Le Trividic, Léonard Bordes, Galerie de l'Atelier, Rouen[3].
- mars 1931 : Galerie Prigent, Rouen[10].
- 1934, 1936 : Exposition du groupe « Les XVI » (quatre sculpteurs, deux architectes, dix peintres dont Jean Aujame, Léonard Bordes, Henry E. Burel, Pierre Hodé, Pierre Le Trividic, Marcel Niquet…), Galerie Legrip et Hôtel d'Angleterre, Rouen[5].
- Juin 1937, juin 1938 : Soixante artistes, Maison de la culture (aître Saint-Maclou), Rouen[4].
- mai 1938 (avec Celso Lagar), novembre 1946, avril 1947 : Galerie Legrip, Rouen[3].
- 1935, 1947, 1948, 1954, 1955, 1956, 1957, 1958, 1963 : Salon des artistes rouennais, Rouen.
- 1943 : Léonard Bordes, Gaston Sébire, Galerie Gosselin, Rouen[5].
- 1949, 1952 : Salon des artistes normands.
- Février 1953, novembre 1953 (Léonard Bordes - Quarante ans de peinture), novembre 1954; octobre 1955, novembre 1956, mai 1957 (Léonard Bordes - Aquarelles), octobre 1957, octobre 1962, octobre 1963 (Léonard Bordes - Aquarelles), décembre 1968, janvier 1970, février 1974, Galerie Menuisement, Rouen.
- 1954, 1956 : Salon des artistes indépendants normands, Rouen.
- Février 1971 : Léonard Bordes - Quarante huiles et aquarelles, Maison des jeunes et de la culture du Mont-Gargan, Rouen.
- novembre 1977 : Galerie Robert Tuffier, Les Andelys.
- Automne 1978 : Léonard Bordes - Cent quarante-six huiles et aquarelles, Centre culturel du Mesnil-Esnard.
- 16 janvier au 8 février 2009 : Office de tourisme de Rouen.
- Janvier-avril 2011 : Les peintres impressionnistes et post-impressionnistes de l'École de Rouen, Atelier Grognard, Rueil-Malmaison.
- 1er juin au 21 juillet 2012 : Galerie Bertran, Rouen.
- Juin-septembre 2012, octobre-novembre 2013 : Galerie Tradition et Modernité, Rouen.
- Avril-septembre 2013, Sortie de réserve, Musée national des Douanes, Bordeaux[9].
- Mai-septembre 2013 : Rouen au fil de l'eau, reflets et transparences, Galerie Bertran, Rouen.
- Juin-juillet 2014 : Les peintres de l'École de Rouen : Léonard Bordes, Narcisse Guilbert, Pierre Hodé..., Galerie Bertran, Rouen.
- Juillet-novembre 2020 : Les petits maîtres et la Seine-Maritime (1850-1980), jardin des sculptures - château de Bois-Guilbert[11].
- Juillet-septembre 2020 : Les petits maîtres et la Seine, de Rouen à l'estuaire (1830-1980), La Grande aux dîmes, Ouistreham, juillet-septembre 2020[12].

## Réception critique
- « À part les tâtonnements de départ, il semble que sa peinture se fasse, au long des années, d'une seule coulée. On a pu dire que Bordes peignait beaucoup et se répétait, mais c'est bien là prendre une courte vue sur une œuvre qui est l'image même de la vie où tout recommence chaque matin mais où rien n'est jamais identique. Bordes est neuf, chaque matin son œil est neuf, chaque matin il repart vers un monde neuf et des hommes qui sont parés d'une espérance nouvelle puisque la vie leur est offerte. C'est par l'émotion que le peintre va aux autres, par elle qu'il va auparavant vers ceux qu'il introduit dans ses toiles, vers ses paysages qui servent de support, de mot de passe à ses sentiments. » - Roger Bésus[13]
- « Homme de plein air, Léonard Bordes n'a jamais peint en atelier, il fut un artiste authentique, refusant les concessions. Les deux passions - musique et peinture - qui l'animaient firent de lui un être sensible et délicat, généreux et spontané. Il restera, comme le disait Maurice Louvrier, "le traducteur des aspects neigeux et de la sourde mélancolie de nos paysages normands". » - François Lespinasse[3]
- « L'œuvre et le reflet du personnage dans toute sa diversité, avec ses passions, ses affects et ses sentiments, hypersensible et vibrant, impulsif, généreux et changeant, avec des alternances de mélancolie et de gaieté. Ici la toile exprime la tristesse, là une perception tragique de la condition des hommes ou une vision pathétique du destin du monde - l'apocalypse pour demain. Ailleurs s'affichent un calme reposant, une bouffée de joie tranquille, l'éclat e rire ravageur ; de l'humour ou de la malice ; de l'émotion, de la tendresse ou de la compassion ; une pulsion sensuelle, un élan érotique et parfois même libertin ; une ironie mordante allant jusqu'au sarcasme ; une sourde réprobation, un accès de colère ou l'expression d'une révolte… Ainsi émerge un personnage composite que l'on découvre en analysant ses tableaux, un artiste talentueux et dont la personnalité subjugue. À la sensibilité et à l'art d'exprimer parfaitement les émotions s'allient d'ailleurs d'autres dispositions de caractère, propres à valoriser l'individu : liberté d'esprit, refus des compromissions, indépendance proclamée ; modestie, honnêteté, sincérité, fidélité à l'art et à soi-même ; goût du travail bien fait et respect de l'ouvrage en dépit des apparences. » - Robert Évreux[4]

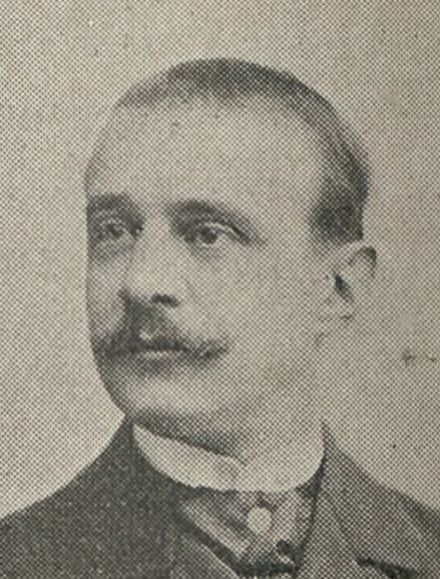
Charles Bordes

- « Rouen sous la neige, bords du Robec au printemps, paysages de la Haute-Savoie en 1937, vues de la campagne et des villes de l'Espagne (que Bordes parcourut en 1937 avec Gaston Sébire) : voilà les sujets préférés de Bordes, qu'il traite dans une palette mélodieuse, délicate et d'une grande vivacité, d'un trait cursif et précis, dans une construction harmonieuse. Léonard Bordes est aussi un musicien, neveu du Charles Bordes, créateur de la Schola Cantorum. » - Gérald Schurr[14]
- « En tant qu'authentique post-impressionniste, il peignait corps et âme sur le vif du motif, par tous les temps, interceptant la sensation. Son chevalet s'est planté aux quatre coins de la ville de Rouen et la pluie comme le froid ne l'ont jamais empêché de peindre en plein air. Il joue avec les effets de lumière et matérialise la consistance poudreuse, verglacée ou fondue de la neige avec virtuosité. » - Tony Fritz-Villars[5]